# Oleh Plotnyc'kyj
Oleh Jurijovyč Plotnyc'kyj (in ucraino Олег Юрійович Плотницький?; Vinnycja, 5 giugno 1997) è un pallavolista ucraino, schiacciatore della Sir Safety Perugia.

## Carriera

### Club
La carriera di Oleh Plotnyc'kyj inizia nelle giovanili della Jurydyčna akademija nel 2009. Nella stagione 2015-16 esordisce in Superliha grazie all'ingaggio da parte della Lokomotyv Charkiv, con cui vince la Coppa d'Ucraina 2015-16 e due campionati.
Nell'annata 2017-18 si trasferisce in Italia, al Milano, in Superlega, per poi passare, nella stagione 2019-20 alla Sir Safety Perugia, militante nella stessa divisione: con il club umbro si aggiudica cinque Supercoppe italiane, premiato come MVP nell'edizione 2022, due Coppe Italia (e il riconoscimento come miglior giocatore nell'edizione 2023-24), due campionati mondiali per club, insignito dei premi come MVP e miglior schiacciatore nell'edizione 2023, lo scudetto 2023-24 e la Champions League 2024-25, ottenendo anche in questa occasione il riconoscimento di miglior schiacciatore.

### Nazionale
Tra il 2013 e il 2015 viene convocato nella nazionale ucraina under 19, mentre nel 2016 è in quella under 20, conquistando l'argento al campionato continentale, dove è premiato sia come miglior schiacciatore che come miglior giocatore.
Nel 2017 ottiene le prime convocazioni nella nazionale maggiore; nel 2021 vince la medaglia d'argento all'European Golden League, bissata poi nell'edizione 2023. Nel 2023 conquista anche la medaglia di bronzo alla Volleyball Challenger Cup.
Nel marzo 2025 annuncia il suo ritiro dalla nazionale.

## Palmarès

### Club
- Campionato ucraino: 2

2015-16, 2016-17
- Campionato italiano: 1

2023-24
- Coppa d'Ucraina: 1

2015-16
- Coppa Italia: 2

2021-22, 2023-24
- Supercoppa italiana: 5

2019, 2020, 2022, 2023, 2024
- Campionato mondiale per club: 2

2022, 2023
- Champions League: 1

2024-25

### Nazionale (competizioni minori)
- Campionato europeo under 20 2016
- European Golden League 2021
- European Golden League 2023
- Volleyball Challenger Cup 2023

### Premi individuali
- 2016 - Campionato europeo under 20: MVP
- 2016 - Campionato europeo under 20: Miglior schiacciatore
- 2022 - Supercoppa italiana: MVP
- 2023 - Campionato mondiale per club: MVP
- 2023 - Campionato mondiale per club: Miglior schiacciatore
- 2024 - Coppa Italia: MVP
- 2025 - Champions League: Miglior schiacciatore